# Duwanur
Duwanur is een bestuurslaag in het regentschap Flores Timur van de provincie Oost-Nusa Tenggara, Indonesië. Duwanur telt 1065 inwoners (volkstelling 2010).